# Liste der südafrikanischen Botschafter in den Vereinigten Staaten

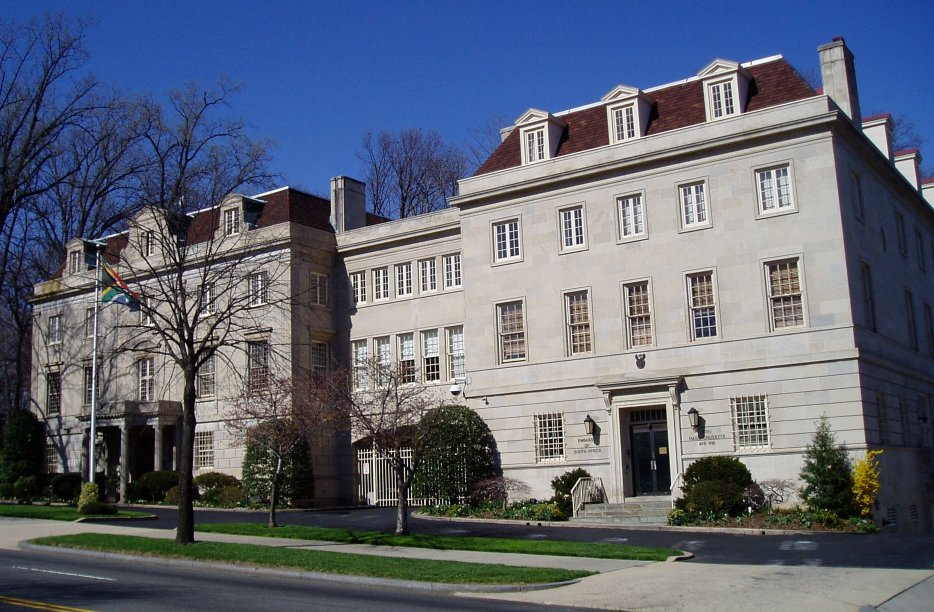
South African Embassy 3051 Massachusetts Avenue Northwest

Dies ist eine Liste der südafrikanischen Botschafter in den Vereinigten Staaten.

## Botschafter
| Ernennung Akkreditierung | Name                              | Bemerkung                                                       | ernannt von              | akkreditiert bei der Regierung | Posten verlassen |
| ------------------------ | --------------------------------- | --------------------------------------------------------------- | ------------------------ | ------------------------------ | ---------------- |
| 5. Nov. 1929             | Eric Louw                         | außerordentlicher Gesandter und Ministre plénipotentiaire       | Georg V.                 | Harry S. Truman                |                  |
| 31. Jan. 1934            | Ralph William Close               | außerordentlicher Gesandter und Ministre plénipotentiaire       | Georg V.                 | Harry S. Truman                |                  |
| 13. März 1944            | Stefanus François Naudé Gie       | Appt. außerordentlicher Gesandter und Ministre plénipotentiaire | Georg VI.                | Harry S. Truman                | 9. Apr. 1944     |
| 7. Mai 1945              | Jan Ruiter Jordaan                | Geschäftsträger                                                 | Georg VI.                | Harry S. Truman                |                  |
| 4. Juli 1945             | Harry Thomson Andrews             | Am 3. März wurde die Gesandtschaft zur Botschaft aufgewertet.   | Georg VI.                | Harry S. Truman                | 26. Sep. 1949    |
| 26. Sep. 1949            | Gerhardus Petrus Jooste           |                                                                 | Georg VI.                | Harry S. Truman                | 26. Aug. 1954    |
| 26. Aug. 1954            | John Edward Holloway              |                                                                 | Elisabeth II.            | Dwight D. Eisenhower           | 7. Aug. 1956     |
| 7. Aug. 1956             | Wentzel Christoffel du Plessis    |                                                                 | Elisabeth II.            | Dwight D. Eisenhower           | 13. Sep. 1960    |
| 13. Sep. 1960            | Willem Christiaan Naudé           |                                                                 | Elisabeth II.            | Dwight D. Eisenhower           | 9. Feb. 1965     |
| 9. Feb. 1965             | Harold Langmead Taylor Taswell    |                                                                 | Charles Robberts Swart   | Lyndon B. Johnson              | 18. Aug. 1971    |
| 18. Aug. 1971            | Johan Samuel Frederick Botha      |                                                                 | Jacobus Johannes Fouché  | Richard Nixon                  | 30. Juli 1975    |
| 30. Juli 1975            | Pik Botha                         |                                                                 | Johannes de Klerk        | Gerald Ford                    | 11. Mai 1977     |
| 11. Mai 1977             | Donald Bell Sole                  |                                                                 | Johannes de Klerk        | Jimmy Carter                   | 4. Juni 1982     |
| 4. Juni 1982             | Bernardus Gerhardus Fourie        |                                                                 | Marais Viljoen           | Ronald Reagan                  | 23. Sep. 1985    |
| 23. Sep. 1985            | Johannes Albertus Hermanus Beukes |                                                                 | Pieter Willem Botha      | Ronald Reagan                  | 1. Mai 1987      |
| 1. Mai 1987              | Piet Koornhof                     |                                                                 | Pieter Willem Botha      | Ronald Reagan                  | 6. März 1991     |
| 6. März 1991             | Harry Schwarz                     |                                                                 | Frederik Willem de Klerk | George Bush                    | 12. Jan. 1995    |
| 12. Jan. 1995            | Franklin Abraham Sonn             |                                                                 | Nelson Mandela           | Bill Clinton                   | 8. März 1999     |
| 8. März 1999             | Sheila Sisulu                     |                                                                 | Thabo Mbeki              | Bill Clinton                   | 28. Aug. 2003    |
| 28. Aug. 2003            | Barbara Masekela                  |                                                                 | Thabo Mbeki              | George W. Bush                 |                  |
| 1. Juli 2009             | Welile Nhlapo                     | [ 1 ]                                                           | Thabo Mbeki              | Barack Obama                   | 4. Nov. 2009     |
| 2011                     | Ebrahim Rasool                    | [ 2 ]                                                           | Thabo Mbeki              | Barack Obama                   | 4. Nov. 2009     |